# Шантарські острови (національний парк)
Національний парк «Шантарські острови» (рос. Национальный парк «Шантарские острова») — національний парк на сході Росії, що займає територію Шантарських островів в Охотському морі.

## Історія
Перші спроби організувати на даній території заповідник відносяться до 1975 року. У 1999 році було прийнято постанову про організацію природного державного заказника «Шантарські острови». Далі протягом 15 років велася робота над створенням національного парку, в якій активну участь брали вчені, громадські організації та екологи. Однак збиток від діяльності браконьєрів в регіоні відчувається і зараз. Шантарські острови були включені в урядові плани розвитку системи особливо охоронюваних природних територій федерального значення з 2001 року. Станом на літо 2014 року національний парк існує «тільки на папері».

## Географія
Національний парк охоплює Шантарські острови — маленьку групу островів на краю Охотського моря. У складі архіпелагу - 15 великих островів, а також безліч маленьких острівців, скель і кекури. Поверхня островів гориста, але гострих вершин мало. Найвища точка островів — гора Весела на Великому Шантарі (понад 700 метрів над рівнем моря).

## Геологія
Цікава геологія островів. Береги є справжнім геологічним музеєм просто неба. У багатьох місцях можна побачити скелі пофарбовані в різні кольори — рожевий, червоний, зелений, білий. Це виходи на поверхню яшми, мармуру та інших порід.

## Клімат
Клімат Шантарських островів навіть суворіший, ніж у північній частині Охотського моря. Це обумовлено близькістю до холодних районів Якутії, складною системою вітрів і припливів-течій. Припливи на островах досягають 5-8 м, а припливні течії одні з найшвидших у світовому океані, досягаючи 8 вузлів в протоках Небезпечна, Північна та біля материка. Вся сила припливів спрямовується в протоки як в пляшкове горлечко. Протоки нагадують швидкоплинні річки і шум води чути за кілька кілометрів. Лише на 1,5-2 місяці острова звільняються від льоду. Ще в липні тут плавають айсберги, а вже в другій половині вересня може випасти сніг. Середня температура січня -20,6 °С, липня + 12,9 °С. Температура води від -1,8 °С взимку, до + 9-14 °С влітку.

## Природа
Важкодоступність островів дозволила зберегти природу в усій її первозданності. Острови покриті переважно хвойним лісом і травою. З гір стікає багато річок і струмків, утворюючи близько сотні водоспадів висотою від 10 до 100 метрів. Тут можна побачити стада китів, що годуються, безліч тюленів і косаток, що полюють на них, незліченна кількість пташиних базарів, ведмедів і багато іншого. У річках водяться такі види риб як голець, кумжа, горбуша, краснопірка, мальма, ленок. Тут також велика кількість ягід і грибів. На Шантарських островах мешкають горностай, бурий ведмідь, соболь, лисиця, видра. Тут відзначені місця високої концентрації перелітних птахів, охорона шляхів прольоту і місць відпочинку яких передбачається низкою міжнародних конвенцій про охорону перелітних птахів та середовища їхнього проживання. На гніздуванні та в періоди міграцій зареєстровано 240 видів птахів.